# Словенска Вес
Словенска Вес (словац. Slovenská Ves) — село в Словаччині, Кежмарському окрузі Пряшівського краю. Розташоване на півночі східної Словаччини в північно—західній частині Попрадської угловини на південних схилах Списької Маґури.
В селі є готичний римо-католицький костел з 2 половини 14 століття, у 1769 році перебудований в стилі бароко.

## Географія
Протікають Словенський потік і Войнянка.

## Історія
Вперше село згадується у 1311 році.

## Населення
| Рік:            | 1994. | 2004.   | 2014.   | 2024.   |
| --------------- | ----- | ------- | ------- | ------- |
| Кількість осіб: | 1707  | 1787    | 1866    | 1859    |
| Різниця:        |       | +4,68 % | +4,42 % | -0,37 % |

| Рік:            | 2023. | 2024.   |
| --------------- | ----- | ------- |
| Кількість осіб: | 1846  | 1859    |
| Різниця:        |       | +0,70 % |

В селі проживає 1861 осіб.
Національний склад населення (за даними останнього перепису населення — 2001 року):
- словаки — 97,04 %
- цигани — 2,35 %
- чехи — 0,28 %
- русини — 0,06 %
- українці — 0,06 %
- німці — 0,06 %

Склад населення за приналежністю до релігії станом на 2001 рік:
- римо-католики — 87,03 %,
- протестанти — 11,24 %,
- греко-католики — 0,50 %,
- православні — 0,06 %,
- гусити — 0,06 %,
- не вважають себе віруючими або не належать до жодної вищезгаданої церкви — 0,95 %